# 根古屋窯
根古屋窯（ねごやがま）とは、栃木県芳賀郡益子町にある益子焼の窯元：陶器製造業者である。
益子焼の陶祖とされる大塚啓三郎が開窯した窯元であり、「益子焼最古の窯元」とされている。

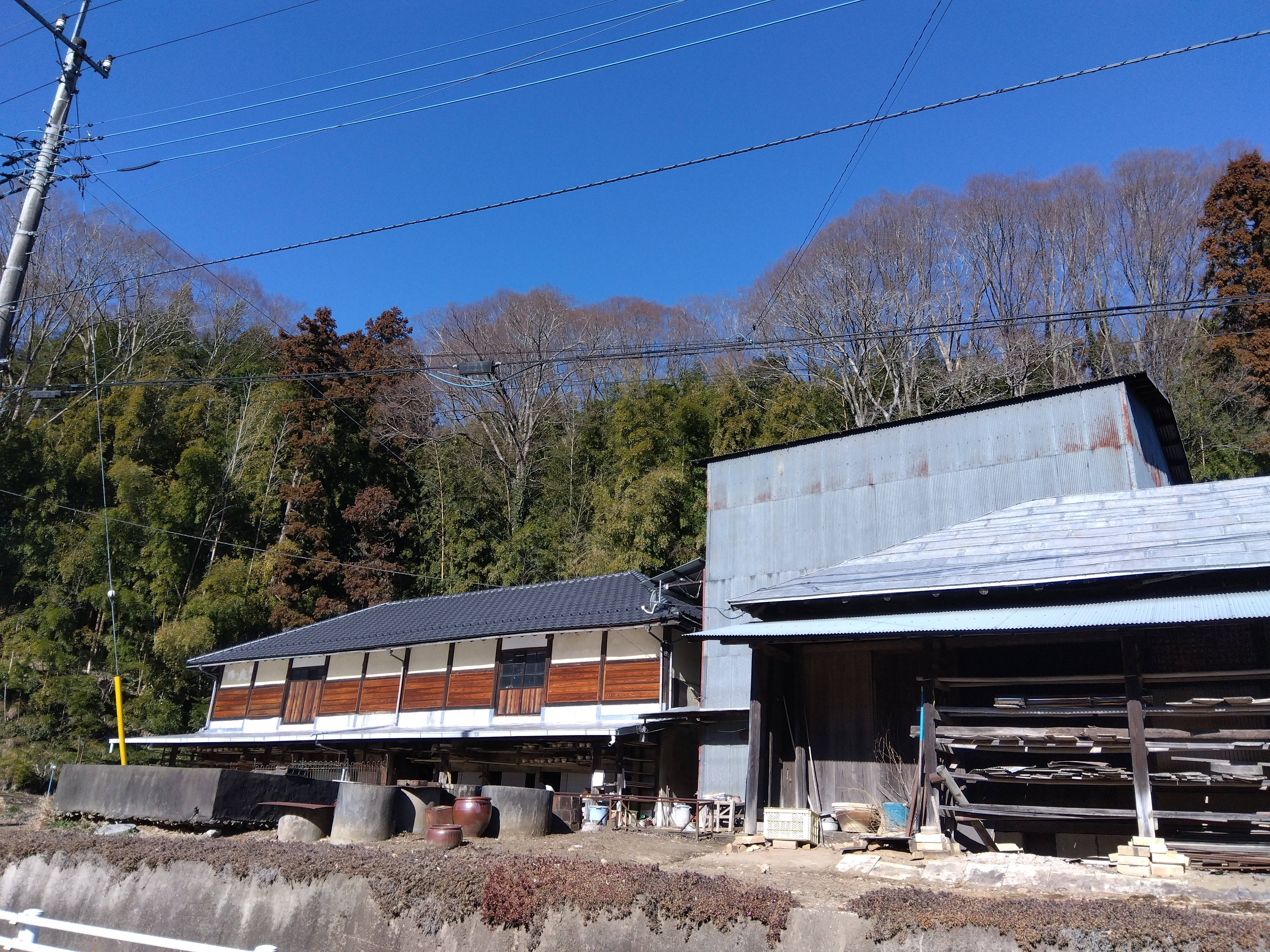
根古屋窯。

現在の名称は「根古屋製陶」。別呼称として「根古屋大塚窯」「根古屋陶苑」、「大塚肇製陶所」などがある。
また現在の「栃木県産業技術センター 窯業技術支援センター」の前進となる「益子陶器伝習所」が開設された場所となっている。

## 沿革
かねてより窯業を行いたがっていた大塚啓三郎が、益子の大津沢に窯業に適した粘土を発見し、嘉永6年（1853年）11月、当時、益子を所領していた黒羽藩の藩主・大関氏から窯業許可を頂戴し、益子陣屋の裏山の麓にあった根古屋の土地を貸し与えられ開窯したのが始まりとされる。
そしてこの工場は「益子の窯業のモデル工場」となり、その後、啓三郎は農業の傍ら窯業を続け、没するまで益子の窯業産業の振興に務めた。
そして啓三郎の子・根古屋窯2代目大塚忠治（嘉永2年11月15日（1849年12月29日） - 1935年（昭和10年）、享年87）の時代、成長する益子の窯業を支える陶工の育成が急務となり、忠治の窯場である根古屋窯の一部を使い教育の場として1903年（明治36年）、益子陶器同業組合が設立したのが「益子陶器伝習所」である（現在の「栃木県産業技術センター 窯業技術支援センター」）。そして同業組合長であった忠治を陶器伝習所長として製陶技術の教育を行っていった
その後、3代目・大塚啓治（1874年（明治7年）1月13日 - 1931年（昭和6年）、享年58）、4代目・大塚肇（1899年（明治32年）5月25日 - ?）、5代目・大塚克美と続き、現在は6代目・大塚久男が長男である7代目・大塚俊広と長男の妻・大塚春子と共に「昔ながらの益子焼と、今の新しい益子焼との融合」を模作しながら、「使って貰える器を」という信念の元に、「根古屋製陶」として運営している。
そして2018年（平成30年）には、益子町にとって生活に溶け込んだ身近な存在であり、将来へ守り伝え育成していきたい文化的資産を町内外へ広め、益子町を活性化させるために2017年度（平成29年度）から始まった「ましこ世間遺産」に、平成30年度上期認定分、認定No.25「益子陶器傳習所」として登録された
。
また2020年度（令和2年度）6月19日には笠間市と益子町が連携したストーリー「かさましこ」として、文化庁から「日本遺産」の構成文化財の一つとして認定された
。

### ましこ世間遺産
- 認定No.25｜益子陶器傳習所 | 益子町公式ホームページ

### 日本遺産「かさましこ」
- 根古屋窯（旧益子陶器伝習所）（要事前連絡）｜かさましこ 兄弟産地が紡ぐ〝焼き物語〟
- 根古屋窯（旧益子陶器伝習所）｜日本遺産ポータルサイト
- 縁よ再び　巡るかさましこ兄弟産地物語　vol.2｜かさましこ 兄弟産地が紡ぐ〝焼き物語〟

座標: 北緯36度27分39.8秒 東経140度05分58.8秒 / 北緯36.461056度 東経140.099667度